# Efeito Borrmann
O efeito Borrmann é a produção de linhas de difração por um cristal simples, no qual ocorre a transmissão irregular de raio X quando este cristal se encontra na posição de reflexão e é exposto a um feixe monocromático de raio X.